# Сіро Алегрія
Сіро Алегрія (4 листопада 1909 — 17 лютого 1967) — перуанський журналіст, письменник, представник індіанізму.

## Життєпис
Народився в родині білих землевласників у районі Хуамачуко, але вважав себе індіанцем (чоло серрано). Дійсна дата його народження 1908 рік, але через те, що у графі народження було зареєстровано лише рік, то у всіх документах вказується 1909 рік.
Відвідував заняття в Університеті Трухільо, а також певний час працював журналістом газети «El Norte». Публікуватися почав з 1927 року.
У 1930 році Алегрія приєдналася до руху Апріста, присвяченого соціальній реформі та покращенню добробуту корінних перуанців. Його кілька разів ув'язнювали за свою політичну діяльність, перш ніж остаточно був засланий до Чилі в 1934 році.
Він перебував у вигнанні як в Чилі, так і згодом у США до 1948 року. Пізніше він викладав в університеті Пуерто-Рико і писав про кубинську революцію, перебуваючи на Кубі. Жив почергово у Пуерто-Рико, США та на Кубі.
Алегрі повернувся до Перу в 1960 році. Він приєднався до партії президента Фернандо Белаунде Террі (Acción Popular) і був обраний депутатом Палати депутатів у 1963 році.
Сіро Алегрія несподівано помер на 58-у році життя у Лімі (Перу), 17 лютого 1967 року. Після смерті його вдова Дора Варона опублікував багато своїх нарисів і доповідей, які він писав для різних газет.
Похований на цвинтарі «Пастор Матіас Маестро».

## Творчість
За життя автора були видані романи «Золота змія» (ісп. La serpiente de oro, опублікований в 1935 році), «Голодні собаки» (ісп. Los perros hambrientos, опублікована в 1939 році), «У великому і чужому світі» (ісп. El mundo es ancho y ajeno, опублікований у США у 1941 році). Цей твір здобув латиноамериканську премію «Роман у 1941 році» та привернув до нього міжнародну увагу. У сюжеті — андська громада, яка мешкає в перуанському високогір'ї. Пізніше книга була опублікована в США і багато разів перевидавалася декількома мовами.
Сіро Алегрія залишив кілька незакінчених романів і кілька неопублікованих оповідань, опублікованих його вдовою Дорою Варона, яка була його біографом і дослідницею його творчої спадщини.